# Чом ти не прийшов
«Чом ти не прийшо́в» — українська народна пісня. Відома у записах багатьох фольклористів 19-20 століття, зокерма Марка Вовчка та Опанаса Марковича, Олександра Потебні, Павла Тичини.
В естрадному виконанні композиція набула популярності після того, як наприкінці 1970-х — 1980-х роках її взяв до свого репертуару вокально-інструментальний ансамбль «Тріо Маренич».

## Засоби музичної виразності та жанрове визначення
- Лад — мінорний;
- Характеристика мелодії — сумна, мрійлива, схвильована, душевна…
- Темп — помірний
- Жанрова направленість — Лірична побутова пісня

## Цікаві факти
Перший рядок пісні нині існує в трьох найвживаніших варіантах:
1. «Чом ти не прийшов»[5]
2. «Чому-с не прийшов, чому-с не прийшов»[6]
3. "Ой чом не прийшов, "[7]

Особливості вживання пов'язані скоріше з мовними звичаями того регіону, в якому виконувалась композиція, значних змістовних змін текст при цьому не зазнає.

## Текст пісні
Чом ти не прийшов,

Як місяць зійшов?

Я тебе чекала.

Чи коня не мав,

Чи стежки не знав,

Мати не пускала?

І коня я мав,

І стежку я знав,

І мати пускала.

Найменша сестра,

Бодай не зросла,

Сідельце сховала.

А старша сестра

Сідельце знайшла,

Коня осідлала:

"Поїдь, братику,

До дівчиноньки,

Що тебе чекала".

Тече річенька

Невеличенька,

Схочу – перескочу.

Віддайте мене,

Моя матінко,

За кого я схочу.
Інший варіант з книги "Жемчуги. Збірник українських любовних пісень". - Львів. 1923
Чомусь не прийшов, як місяць зійшов, 
Як я тебе виглядала ? 
Чи коня не мав, дороги не знав, 
Чи мати не позволяла ? " 
„А я коня мав, доріженьку знав, 
І мати не спиняла, 
Молодша сестра, вона ще мала, 
Сіделечко сховала.,, 
„Не йди братіку, не йди рідний мій, 
До тієї дівчиноньки 
Не вміє вона шити, вишивати, 
Лиш хороше співати. 
-Та нехай вона і буде така, 
Як ти, сестро, сказала ; 
Вже вона мені, як до рани лік, 
До серденька припала 

## Відомі виконавці
- Тріо «Маренич»
- гурт «Ватра»
- гурт «Водограй»
- співачка Наталія Бучинська
- співачка Ірина Федишин
- гурт «Жуки»
- гурт «Дармограй»
- Олексій Горбунов
- Віталій та Світлана Білоножко
- Захар Май[11]
- Злата Огнєвіч
- Сергій Лазарев та Ані Лорак
- Тіна Кароль

## Відеозаписи
1. Ірина Федишин — «Чом ти не прийшов» (2016)[12]
2. Світлана та Віталій Білоножко — «Чом ти не прийшов» (2011)[13]
3. Олексій Горбунов та гурт "Сум Пілоту "- «Чом ти не прийшов»[14]
4. Тріо Маренич — «Чом ти не прийшов?» (1979)[15]
5. ВІА «Ватра» Ігоря Білозіра. — «Чом ти не прийшов?» (1980)[16]
6. «Голос країни» (1 сезон) Эштар Ради «Чом ти не прийшов…»[17]
7. Наталія Бучинська «Чом ти не прийшов»[18]
8. Захар Май — Чом ти не прийшов[19]
9. «Голос країни» (4 сезон) Сергій Лазарєв та Ані Лорак «Чом ти не прийшов»